# صدى الجبل (فلم)
صدى الجبل فيلم تلفزي عرضته قناة الأولى يوم 12 يناير سنة 2009، شارك فيه عدة ممثلين مغاربة مثل أمين الناجي وكشاوي مهدي.

## قصة الفيلم
أحمد شاب مغربي متفائل، بعد تخرجه من مركز تكوين المعلمين، يعين في قرية نائية في منطقة معزولة جنوب المغرب. يضطر أحمد لفراق عائلته وأصدقائه ومدينة الدار البيضاء التي يعشقها لمواجهة قسوة العيش في العالم القروي، ليجد العديد من المصاعب ويواجهها بقوة وعزم. الشريط يعكس الوجه الحقيقي لحياة رجل التعليم في الجبال خلال السنوات الأولى من تعيينه، كما عرض الفلم القيم النبيلة والأخلاق السامية التي يتسم بها المعلم أحمد وحبه لعمله رغم كل العوائق التي تعترضه لأداء مهمته النبيلة.